# Eldana
Eldana es un género de polillas de la familia Pyralidae que incluye una única especie, conocida como el barrenador africano de la caña de azúcar (Eldana saccharina), comúnmente encontrada en Guinea Ecuatorial, Ghana, Mozambique, Sierra Leona y Sudáfrica. Los adultos tienen una envergadura de 35 mm. Esta especie es especialmente relevante para los humanos porque sus larvas son una plaga que afecta a las especies de Saccharum (caña de azúcar) y a cultivos de granos como el sorgo y el maíz. Otros plantas hospedadoras registradas incluyen la yuca, el arroz y especies de Cyperus. Al atacar estos cultivos, E. saccharina perfora los tallos de las plantas hospedadoras, causando daños severos. Este comportamiento es el origen de su nombre común, «barrenador africano de la caña de azúcar». Esta plaga es resistente, ya que puede sobrevivir a las quemas de cultivos. Métodos como el cultivo intercalado y el uso de avispas parasitoides se han empleado para mitigar los daños a los cultivos.

## Taxonomía
La única especie del género Eldana, E. saccharina, fue descrita por Francis Walker en 1865. Pertenece a la familia Pyralidae del orden Lepidoptera y cuenta con once subespecies. Su nombre común, «barrenador africano de la caña de azúcar», proviene de su actividad como plaga en amplias zonas del África subsahariana.

## Descripción
Los adultos del barrenador africano de la caña de azúcar son relativamente pequeños, con un abdomen de 3 mm de ancho. Su envergadura alcanza los 35 mm. Las alas anteriores son de color marrón pálido con dos manchas marrón oscuro distintivas en el centro. Las alas posteriores son de un tono blanco parduzco, con franjas cortas y venas longitudinales marrones. Machos y hembras comparten la misma apariencia, aunque las hembras son ligeramente más grandes. En reposo, E. saccharina pliega sus alas sobre el abdomen, de modo que las alas anteriores, paralelas entre sí, cubren las alas posteriores blancas. 

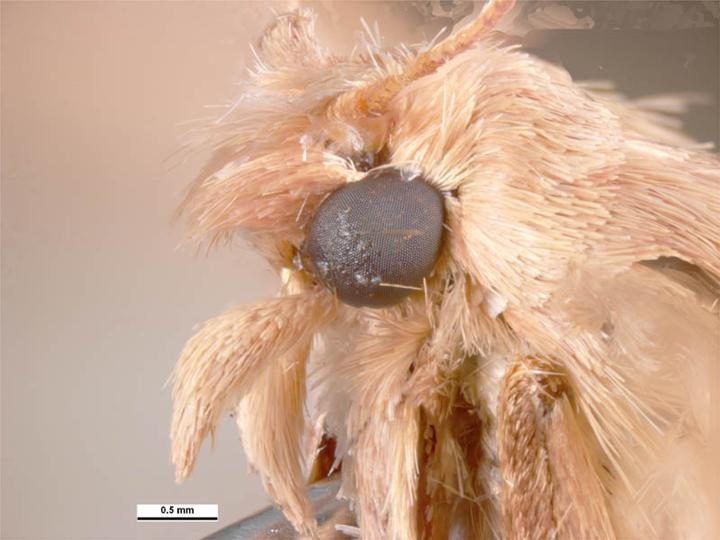
Primer plano de la cabeza.

## Distribución y hábitat
E. saccharina es nativa de África y está ampliamente distribuida en el África subsahariana. Se encuentra en Guinea Ecuatorial, Ghana, Mozambique, Sierra Leona y Sudáfrica. También hay poblaciones en áreas del norte de África, especialmente en Etiopía y partes de Senegal. Las temperaturas frías limitan su distribución en estas regiones, aunque en la frontera entre Congo y Uganda, eventos geológicos han ampliado su rango. Lagos de cráteres y pantanos resultantes de erupciones volcánicas albergan poblaciones de E. saccharina. Este insecto habita principalmente en ciperáceas y pastos silvestres entre la vegetación ribereña, pero recientemente ha expandido su rango a cultivos gramináceos, especialmente en el este y sur de África. Además, hay una relación entre el tipo de suelo y su presencia: la especie es menos común en áreas con suelos arenosos.

## Recursos alimenticios

### Plantas hospedadoras

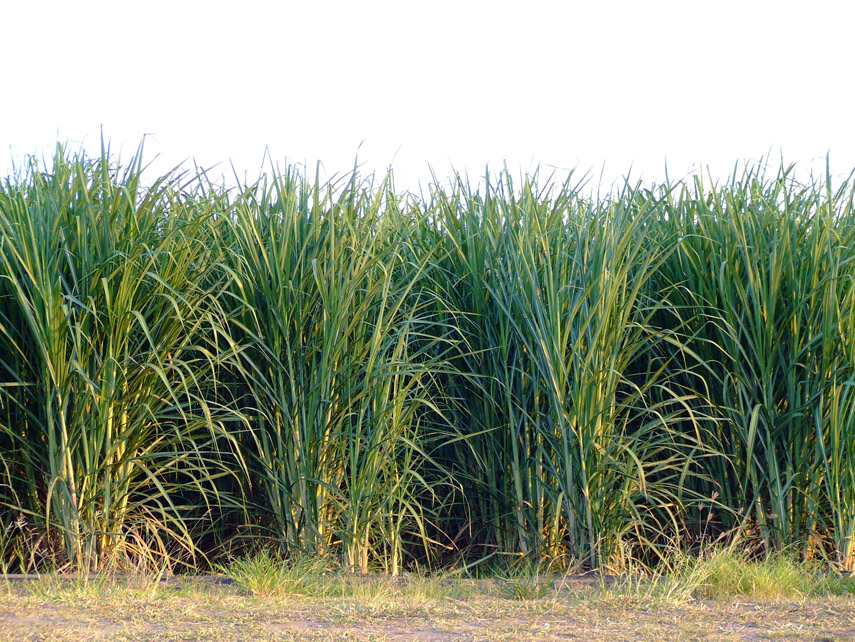
Filas de caña de azúcar, la principal planta hospedadora de E. saccharina.

La caña de azúcar es la principal planta hospedadora de E. saccharina, lo que explica su nombre común. También ataca el maíz, el sorgo, la yuca, el arroz y especies de Cyperus, así como pastos silvestres como la hierba de Guinea, ciperáceas de humedales como el papiro, juncos y totoras. La presencia de E. saccharina en estas plantas se detecta por túneles en los tallos y otros signos de daño, como roturas. Las infestaciones en caña de azúcar también pueden reducir el rendimiento.

## Cuidado parental

### Oviposición
La oviposición es el acto de depositar huevos. Las hembras de E. saccharina prefieren colocar sus huevos en material vegetal seco o muerto. Las cairomonas, sustancias químicas emitidas por un organismo para mediar interacciones interespecíficas, presentes en las hojas muertas, atraen a las hembras para ovipositar. Además, las hembras esconden sus huevos entre las superficies de las hojas en grupos compactos de alrededor de 300 huevos.

## Comportamiento social

### Comunicación
La comunicación en E. saccharina es compleja y poco comprendida. Como otras polillas, utiliza ultrasonidos emitidos desde el tímbano, una membrana productora de sonido común en insectos. Los machos emiten vibraciones ultrasónicas que inducen un aleteo en las hembras y también sirven como señal de agresión hacia otros machos. Cuando dos machos se encuentran, giran en círculos emitiendo ráfagas de sonido hasta que uno domina y ahuyenta al otro. Con las hembras, estas pueden ignorar al macho o responder con sonidos propios; si lo hacen, los machos tocan las antenas femeninas con sus lápices pilosos. Estos comportamientos de comunicación macho-hembra son distintos de los rituales de apareamiento.

## Ciclo de vida

### Huevo
Los huevos, ovalados y amarillos, se depositan en grupos de 250 a 500 en el interior de vainas foliares, estructuras que envuelven los tallos permitiendo un ajuste perfecto. Tras ser puestos, requieren entre 5 y 7 días de incubación antes de eclosionar.

### Larva
Las larvas varían de marrón claro a gris oscuro. Tienen una placa marrón distintiva en el dorso del tórax, y su duración promedio como larvas es de 31 días. Se dispersan desde el sitio de eclosión tras 1-3 días. Ante depredadores, excretan un líquido marrón por la boca que los disuade. Tras eclosionar, se alimentan de las superficies externas de las plantas antes de perforar los tallos, donde pupan. Este hábito da origen a su nombre común.

### Pupa
La pupación, tercera etapa del desarrollo de las polillas, implica la transformación de estadios inmaduros a maduros a través de instares. Las pupas de E. saccharina se encuentran dentro de los tallos de las plantas hospedadoras, a menudo a solo 5 cm del orificio de salida visible en la superficie. El proceso dura entre 7 y 13 días antes de que emerjan. Mientras están dentro del tallo, son muy resistentes a intentos humanos de extracción, incluso sobrevivendo a quemas de cultivos.

### Adulto
Los adultos emergen por los orificios de salida en las plantas hospedadoras, generalmente tras una caída rápida de temperatura, tras lo cual escalan verticalmente y extienden sus alas. Tras 10-15 minutos de ajustar sus alas, los adultos viven entre 6 y 13 días, durante los cuales las hembras pasan dos días en preoviposición y tienen una vida reproductiva de 4 días. Dada su corta vida, es probable que las hembras se apareen solo una vez.

## Enemigos

### Depredadores
Como otras polillas, E. saccharina enfrenta mayores tasas de mortalidad en las etapas de huevo y larva. Varias especies de hormigas y ácaros son depredadores de sus huevos. En particular, Pheidole, una especie de hormigas pequeñas, está bien adaptada para alcanzar los huevos ocultos tras las vainas foliares. Los ácaros, aunque menos estudiados, son una amenaza significativa por su tamaño y abundancia. Hormigas más grandes y agresivas como Dorylus y algunas arañas depredan larvas, atacando especialmente a las jóvenes o a las que aún no han perforado los tallos.

### Parásitos
Se han identificado varios parásitos que atacan larvas de E. saccharina, incluyendo:
- Agathis sp. (Hymenoptera: Braconidae)
- Chriodes sp. (Hymenoptera: Ichneumonidae)
- Schembria sp. (Diptera: Tachinidae)
- Goniozus natalensis (Hymenoptera: Bethylidae)

De estos, G. natalensis es el más significativo, siendo el principal parásito de E. saccharina. Ataca pupas en los instares cuarto, quinto y sexto, entrando por los orificios de los tallos, paralizando a la larva con una picadura y ovipositando. Prefiere larvas hembras, y sus huevos eclosionan tras tres días de incubación, consumiendo a la larva hospedadora.

## Apareamiento

### Exhibición
La exhibición son comportamientos de cortejo para atraer parejas. Tras emerger, los machos extienden sus alas y, tras 30 minutos, comienzan a exhibirse ante las hembras, enfrentándose hacia abajo y aleteando rápidamente. Suelen agruparse en 3-6 individuos en la misma planta para facilitar su localización. Este comportamiento dura entre 15 y 20 minutos, pudiendo permanecer estáticos o moverse ligeramente antes de reiniciar. Las hembras, si están presentes, responden con un aleteo similar. Este acto ocurre incluso sin hembras presentes, liberando feromonas atractivas y afrodisíacas. Dado que E. saccharina es sensible al frío, el cortejo cesa por debajo de 15 °C.

### Cortejo
El cortejo de E. saccharina solo se ha documentado una vez en la naturaleza. Al encontrar una hembra, el macho la enfrenta con antenas extendidas. Ambos giran en círculo, con el macho siguiendo a la hembra, que señala interés abriendo las alas. Luego, el macho se sube sobre ella, uniendo la punta de sus abdómenes, agarra su tórax y copulan hasta por tres horas. Durante este tiempo, la pareja se desplaza a vegetación baja, ya que las hembras son vulnerables durante la cópula.

### Feromonas
Los machos secretan feromonas mediante glándulas alares y lápices pilosos abdominales para atraer hembras. Un análisis por cromatografía de gases-espectrometría de masas (GC-MS) identificó un componente volátil principal: trans-3-metil-4-dimetilalil-𝛾-lactona (C10H16O2).

## Interacciones con humanos

### Plaga de cultivos
Las larvas de E. saccharina ingresan a plantas maduras a través de grietas o aberturas en el tallo. Pueden sobrevivir quemas de cultivos dentro de la base de la planta y emergen cuando aparecen nuevos brotes. Las infestaciones son más comunes en cultivos intensivos de caña de azúcar que en campos campesinos, debido a mayores niveles de nitrógeno y estrés hídrico, agravados por fertilizantes nitrogenados industriales.

#### Limpieza previa
Dado que E. saccharina oviposita en material foliar seco, los agricultores han desarrollado el «pre-trashing» o limpieza previa, que consiste en retirar hojas secas o muertas de campos de caña de azúcar sin poblaciones existentes de la plaga. Esto previene la oviposición y aleja huevos no detectados del tallo, dificultando el acceso de las larvas. Sin embargo, daña irreversiblemente las plantas en crecimiento y reduce el rendimiento.

#### Cultivo intercalado y mejora de plantas hospedadoras
El cultivo intercalado con plantas no hospedadoras es común para combatir E. saccharina. Estas «plantas trampa» atraen a las hembras para ovipositar, donde los huevos se desarrollan mal o no lo hacen. Además, se han desarrollado variedades de caña de azúcar resistentes a plagas, aunque algunas, al resistir E. saccharina, fueron atacadas por C. sacchariphagus, y viceversa.

#### Biopesticidas
Se emplean métodos biológicos como las avispas parasitoides Cotesia flavipes y Xanthopimpla stemmator, que parasitan larvas de E. saccharina. Sus larvas consumen al huésped, siendo efectivas contra larvas dentro de los tallos, difíciles de alcanzar.

#### Tratamiento con silicio
El silicio aplicado a plantas aumenta su resistencia a plagas al incrementar la deposición de silicio en células epidérmicas, endureciéndolas y reduciendo su digestibilidad. En caña de azúcar tratada con silicio, se reduce la penetración y ganancia de masa de las larvas. Además, disminuye la ingesta, supervivencia y crecimiento poblacional de las plagas. En plantas en macetas, el silicio también mejora la tolerancia al estrés hídrico, aunque no se menciona su impacto en la viabilidad del producto.